# Bruno Alves
Bruno Eduardo Regufe Alves (Póvoa de Varzim, 27 november 1981) is een voormalig Portugees voetballer die bij voorkeur als centrale verdediger speelde. Hij kwam tussen 2001 en 2022 onder meer uit voor FC Porto, FK Zenit, Fenerbahçe, Rangers FC en Parma. Alves was van 2007 tot en met 2018 international in het Portugees voetbalelftal, waarvoor hij 96 interlands speelde en 11 keer scoorde.

## Spelersstatistieken
| Seizoen | Club                       | Competitie           | Wedstrijden | Doelpunten |
| ------- | -------------------------- | -------------------- | ----------- | ---------- |
| 2001/02 | FC Porto                   | SuperLiga            | 0           | 0          |
| 2001/02 | → SC Farense (huur)        | SuperLiga            | 15          | 0          |
| 2002/03 | → SC Farense (huur)        | Liga de Honra        | 31          | 3          |
| 2003/04 | → Vitória Guimarães (huur) | SuperLiga            | 25          | 1          |
| 2004/05 | → AEK Athene (huur)        | Super League         | 27          | 0          |
| 2005/06 | FC Porto                   | SuperLiga            | 7           | 0          |
| 2006/07 | FC Porto                   | SuperLiga            | 28          | 2          |
| 2007/08 | FC Porto                   | SuperLiga            | 27          | 2          |
| 2008/09 | FC Porto                   | SuperLiga            | 30          | 5          |
| 2009/10 | FC Porto                   | SuperLiga            | 27          | 5          |
| 2010/11 | FK Zenit Sint-Petersburg   | Premjer-Liga         | 12          | 1          |
| 2011/12 | FK Zenit Sint-Petersburg   | Premjer-Liga         | 36          | 0          |
| 2012/13 | FK Zenit Sint-Petersburg   | Premjer-Liga         | 21          | 1          |
| 2013/14 | Fenerbahçe SK              | Süper Lig            | 25          | 2          |
| 2014/15 | Fenerbahçe SK              | Süper Lig            | 24          | 0          |
| 2015/16 | Fenerbahçe SK              | Süper Lig            | 26          | 1          |
| 2016/17 | Cagliari                   | Serie A              | 36          | 1          |
| 2017/18 | Rangers FC                 | Scottish Premiership | 20          | 1          |
| 2018/19 | Parma                      | Serie A              | 33          | 4          |
| 2019/20 | Parma                      | Serie A              | 33          | 0          |
| 2020/21 | Parma                      | Serie A              | 19          | 1          |
| 2021/22 | Apollon Smyrnis            | Super League         | 19          | 0          |
| Totaal  | Totaal                     | Totaal               | 521         | 30         |

Bijgewerkt tot en met het seizoen 2021/22.

## Interlandcarrière
Alves kwam met het Portugees voetbalelftal uit op onder meer het WK 2010 in Zuid-Afrika, waar hij alle wedstrijden van Portugal speelde. Hij nam met zijn vaderland eveneens deel aan het EK 2012 in Polen en Oekraïne. Bij dat laatste toernooi werd de ploeg van bondscoach Paulo Bento in de halve finale na strafschoppen (2–4) uitgeschakeld door titelverdediger en buurland Spanje. In de reguliere speeltijd plus verlenging waren beide ploegen blijven steken op 0–0. Alves miste een strafschop in de strafschoppenreeks. Zijn inzet belandde op de lat.
Op 19 mei 2014 maakte bondscoach Paulo Bento bekend Alves mee te nemen naar het WK 2014 in Brazilië. Hij speelde mee in alle drie de groepswedstrijden. Bondscoach Fernando Santos nam Alves op 17 mei 2016 op in de Portugese selectie voor het Europees kampioenschap voetbal 2016 in Frankrijk. Zijn landgenoten en hij wonnen hier voor het eerst in de geschiedenis van Portugal een groot landentoernooi. Een doelpunt van Éder in de verlenging besliste de finale tegen Frankrijk: 1–0. Alves zelf kwam het gehele toernooi niet in actie. Alves nam in juni 2017 met Portugal deel aan de FIFA Confederations Cup 2017, waar de derde plaats werd bereikt. Portugal won in de troostfinale van Mexico (2–1 na verlenging).
Een jaar later zat hij ook bij de definitieve selectie voor het het WK 2018 in Rusland. Hier reikte hij met Portugal tot de achtste finale, waarin Uruguay met 2-1 te sterk was. Alves zelf kwam het hele toernooi niet in actie.

## Erelijst
| Competitie                    |          |                                    |          |          |
| Competitie                    | Aantal   | Jaren                              |          |          |
| FC Porto                      | FC Porto | FC Porto                           | FC Porto | FC Porto |
| ----------------------------- | -------- | ---------------------------------- | -------- | -------- |
| Kampioen Primeira Liga        | 4x       | 2005/06, 2006/07, 2007/08, 2008/09 |          |          |
| Beker van Portugal            | 2x       | 2005/06, 2008/09                   |          |          |
| Supertaça Cândido de Oliveira | 2x       | 2006, 2009                         |          |          |
| Fenerbahçe SK                 |          |                                    |          |          |
| Kampioen Süper Lig            | 1x       | 2013/14                            |          |          |
| Turkse supercup               | 1x       | 2014                               |          |          |
| Portugal                      |          |                                    |          |          |
| Europees kampioen             | 1x       | 2016                               |          |          |

Individueel
- Speler van het jaar (Primeira Liga)

2008/09